# إم 142 هيمارس
إم 142 هيمارس هي راجمة صواريخ طورت في أواخر القرن العشرين لصالح القوات البرية للولايات المتحدة.

## المستخدمين الحاليون
الولايات المتحدة
 رومانيا
- القوات البرية الرومانية (54)[2]

 سنغافورة
- الجيش السنغافوري (24)

 الإمارات العربية المتحدة
- القوات البرية الإماراتية (20)

 الأردن
- القوات البرية الملكية الأردنية (12)

 المغرب
- القوات المسلحة الملكية المغربية (18)